# Sphaerotherium marginepunctatum
Sphaerotherium marginepunctatum är en mångfotingart som beskrevs av Karsch 1881. Sphaerotherium marginepunctatum ingår i släktet Sphaerotherium och familjen Sphaerotheriidae. Inga underarter finns listade i Catalogue of Life.